# Lithocarpus bullatus
Lithocarpus bullatus är en bokväxtart som beskrevs av Sumihiko Hatusima och Engkik Soepadmo. Lithocarpus bullatus ingår i släktet Lithocarpus och familjen bokväxter. Inga underarter finns listade.